# Delfina Zagarzazú
Delfina Zagarzazú (1985) es una mujer uruguaya nacida en Carmelo, fue premiada por el Banco Interamericano de Desarrollo como una líder del medio ambiente.

## Trayectoria
Se mudó a los doce años a los Estados Unidos con su familia por razones laborales de sus padres y regresó en noviembre de 2010 con el objetivo de desarrollar los servicios de la empresa estadounidense Three Squares International que se dedica a hacer consultoría en medio ambiente como directora de América Latina, asesorando a empresas sobre responsabilidad social empresarial, a inversionistas que investigan productos de tecnología limpia y en eventos ecológicos.
El BID la eligió entre mil ochocientas mujeres y nueve latinoamericanas como una líder juvenil en Medio Ambiente. Se había anotado previamente en el programa BID Juventud con su proyecto quedando seleccionada. La selección se hizo en una conferencia de cuatrocientos participantes que se basó en temas con importancia directa en los jóvenes empleo, espíritu empresarial, innovación social, cambio climático, seguridad vial y deportes para el desarrollo. La selección le permitió participar en la conferencia anual del BID. 
Participó del proyecto Ecomania Uruguay.